# Comuna Prîvitne, Mlîniv
Prîvitne (în ucraineană Привітне) este o comună în raionul Mlîniv, regiunea Rivne, Ucraina, formată din satele Prîvitne (reședința) și Tereșiv.

## Demografie
Componența lingvistică a comunei Prîvitne
     Ucraineană (99,53%)
     Alte limbi (0,47%)
Conform recensământului din 2001, majoritatea populației comunei Prîvitne era vorbitoare de ucraineană (99,53%), existând în minoritate și vorbitori de alte limbi.